# Juan Pablo Gallego
Juan Pablo Gallego (Medellín, Antioquia, Colombia; 13 de diciembre de 2001) es un futbolista colombiano. Juega como volante ofensivo y su equipo actual es el Independiente Medellín de la Categoría Primera A de Colombia.

## Inicios
Inició sus procesos formativos en un club de la ciudad de Medellín llamado Ferroválvulas, posteriormente tuvo la oportunidad de continuar su proceso formativo en clubes internacionales como el Orlando City de la Major League Soccer y el Club Deportivo Leganés de España.

## Independiente Medellín
Volvió a Colombia para actuar con el Independiente Medellín, debutó como profesional el 7 de febrero de 2021 frente al Deportes Tolima en la derrota de su equipo 2 - 1, en un partido válido por la quinta fecha de la liga local. En su segundo partido como profesional tuvo la oportunidad de coronarse campeón de la Copa Colombia, donde actuó 15 minutos en el partido de la final frente al Deportes Tolima.

## La Equidad
Para la temporada 2022 pasa a hacer parte de la plantilla del Club Deportivo La Equidad.

## Clubes
| Club                   | País      | Año           | Partidos |
| ---------------------- | --------- | ------------- | -------- |
| Independiente Medellín | Colombia  | 2021          | 15       |
| La Equidad             | Colombia  | 2022          | 6        |
| C. A. Aldosivi         | Argentina | 2022          | 0        |
| Independiente Medellín | Colombia  | 2023-presente | 0        |

## Palmarés

### Títulos nacionales
| Título        | Club                   | País     | Año  |
| ------------- | ---------------------- | -------- | ---- |
| Copa Colombia | Independiente Medellín | Colombia | 2020 |